# S toboj i bez tebja
S toboj i bez tebja (russisk: С тобой и без тебя) er en sovjetisk spillefilm fra 1973 af Rodion Nakhapetov.

## Medvirkende
- Marina Nejolova som Stesja
- Juozas Budraitis som Fjodor Bazyrin
- Stanislav Borodokin som Ivan
- Maja Bulgakova som Darja
- Vladimir Zeldin som Jevstignej